# Madonna col Bambino su falce di luna nell'hortus conclusus
La Madonna col Bambino su falce di Luna nell'Hortus Conclusus è un dipinto di un pittore sconosciuto noto col nome Maestro del 1456 realizzato circa nel 1450 e conservato nella Gemäldegalerie di Berlino in Germania.
Il dipinto ha in oggetto la figura della Madonna col Bambino presentata seduta nell'hortus conclusus recintato. Ai suoi fianchi ha dei donatori. 